# Amblysomus robustus
Toupeira-dourada-robusta (Amblysomus robustus) é uma espécie de mamífero da família Chrysochloridae. É endêmica da África do Sul, onde é conhecida apenas das montanhas Steenkamps nos distritos de Belfast e Dullstroom, no leste da província de Mpumalanga.

## Habitat
A Toupeira-dourada-robusta é encontrada na África do Sul, e seus habitats naturais são florestas temperadas, regiões subtropicais ou tropicais úmidas de baixa altitude, matagal tropical ou subtropical e matagal árido, temperado, pastagens, regiões subtropicais ou tropicais secos de baixas pastagens, terra arável, pastagens, plantações, jardins rurais, áreas urbanas, e vegetações introduzidas. Está ameaçada por perda de habitat.